# Элмер, слон в клеточку
Элмер, слон в клеточку — серия детских книжек-картинок английского иллюстратора Дэвида Макки.

## Книги
Впервые «Элмер» был опубликован в 1968 году. Обновлённая, она вышла в 1989 году. В Великобритании его выпускает издательство Andersen Press, а в России — издательский дом «Самокат» (с 2013 года). С 1989 года вышло 27 книг про Элмера, а продано более 5 млн экз. по всему миру. Книги про слона Элмера переведены на 40 языков.

## Образ Элмера
По книге сняли сериал, а также образ Элмера использовали для многих дополнительных детских продуктов: мягкие игрушки, раскраски и проч.

## Герой и темы
Элмер — очень необычный — разноцветный — слон в клеточку! Клеточки у него самые разные: желтые и оранжевые, красные и розовые, фиолетовые и голубые, зеленые, черные и белые. У него жизнерадостный и добрый характер и он любит подшучивать над своими друзьями.
С одной стороны, книги про Элмера полны юмора и затрагивают темы, интересные детям, с другой — там говорится о таких серьезных вещах, как бессмысленность войны, важность общения, равенство, терпимость и эмоциональная теплота, самопознание и уверенность в своих силах, а также уважение к индивидуальности. Рисованные истории Дэвида Макки демонстрируют его понимание детства, а также человеческой жизни в целом.
Добрые и в то же время ироничные истории про Элмера доказывают, что нет ничего невозможного, когда хотя бы один из твоих друзей мыслит позитивно!

## Книги серии
- Элмер (англ. Elmer) (1989) ISBN 978-5-91759-214-5 (Москва: Самокат, 2013)
- Снова Элмер (англ. Elmer Again) (1991) ISBN 978-5-91759-217-6 (Москва: Самокат, 2013)
- Элмер на ходулях (англ. Elmer on Stilts) (1993)
- Элмер и Уилбур (англ. Elmer and Wilbur) (1994) ISBN 978-5-91759-215-2 (Москва: Самокат, 2013)
- Цвета Элмера (англ. Elmer’s Colours) (1994) ISBN 978-5-91759-255-8 (Москва: Самокат, 2014)
- День Элмера(англ. Elmer’s Day) (1994) ISBN 978-5-91759-256-5 (Москва: Самокат, 2014)
- Друзья Элмера(англ. Elmer’s Friends) (1994) ISBN 978-5-91759-257-2 (Москва: Самокат, 2014)
- Погода Элмера(англ. Elmer’s Weather) (1994) ISBN 978-5-91759-254-1 (Москва: Самокат, 2014)
- Элмер в снегу (англ. Elmer in the Snow) (1995)
- The Elmer Pop-Up Book (1996)
- Элмер и ветер (англ. Elmer and the Wind) (1997)
- Elmer Plays Hide and Seek (1997)
- Элмер и пропавший мишка (англ. Elmer and the Lost Teddy) (1999) ISBN 978-5-91759-216-9 (Москва: Самокат, 2013)
- Элмер и незнакомец (англ. Elmer and the Stranger) (2000)
- Look! There’s Elmer (2000)
- Elmer and Grandpa Eldo (2001)
- Elmer’s Concert (2001)
- Elmer and Butterfly (2002)
- Elmer’s New Friend (2002)
- Элмер и гиппопотамы (англ. Elmer and Wilbur) (2003)
- Elmer’s Jigsaw Book (2003)
- Elmer and Snake (2004)
- Elmer and Rose (2005)
- Elmer and Aunt Zelda (2006)
- Elmer’s Baby Record Book (2006)
- Elmer and the Rainbow (2007)
- Elmer’s First Counting Book (2007)
- Elmer’s Opposites (2007)
- Elmer and the Big Bird (2008)
- Elmer’s Special Day (2009)
- Elmer and Papa Red (2010)
- Elmer and Super El (2011)
- Elmer, Rose and Super El (2012)
- Elmer and the Whales (2013)